# Samskapande
Samskapande är en form av marknad eller affärsstrategi där man lägger vikten på skapande av en pågående realisation av ett ömsesidigt "företag till kund" värde. Man kollar på marknader (i form av forum) till företag och aktiva kunder för att kunna dela, kombinera och förnya varandras källor och förmågor, att skapa värde genom nya sätt av samspel, service och läromekanismer. Det skiljer sig från det traditionella aktiva företaget - det passiva kundstrukturen av det förflutna.